# Xã trưởng thời Hậu Lê
Xã trưởng thời Hậu Lê trong lịch sử Việt Nam là chức quan được giao nhiệm vụ quản lý xã – đơn vị hành chính cấp trên thôn và dưới hương. Chức này không phải do triều đình nhà Hậu Lê cắt cử mà do nhân dân địa phương tự thống nhất đề cử lên, được các cấp trên của triều đình xét duyệt.

## Quy mô và số lượng
Từ thời thuộc Đường, do dân cư Việt Nam còn ít, tiểu xã chỉ gồm 10-30 hộ, đại xã từ 40-60 hộ. Sang thời Hậu Lê, dân cư đông đúc lên nhiều, năm 1483 Lê Thánh Tông quy định đại xã từ 500 hộ trở lên, trung xã từ 300 hộ trở lên và tiểu xã 100 hộ.
Trong đại xã được cử 5 xã trưởng, trung xã được cử 4 xã trưởng, tiểu xã cử 2 xã trưởng. Với tiểu xã chỉ có không đầy 60 hộ được cử 1 xã trưởng.
Sử sách không chép rõ việc phân công trách nhiệm giữa các xã trưởng trong cùng xã ra sao, họ chia nhau quản lý theo mỗi người một số hộ hay theo từng lĩnh vực chuyên trách...

## Tiêu chuẩn
Tiêu chuẩn với người được bầu làm xã trưởng là những người thuộc các thành phần:
1. Giám sinh, Sinh đồ tuổi cao nhưng sự nghiệp học tập không phát triển
2. Con em nhà lành, từ 30 tuổi trở lên, biết chữ, có hạnh kiểm và không vướng việc quân
3. Không cùng họ hàng thân tộc với quan trên phủ, huyện, châu bên trên để tránh bè cánh. Lê Thánh Tông quy định: các quan phủ, huyện, châu thì chỉ có một người trong các con em, anh em chú bác được làm xã trưởng; trong 1 họ đã có một người làm xã trưởng thì người thân thích không được làm xã trưởng cùng trong xã đó nữa[1].

Sử sách không chép rõ cách thức bầu xã trưởng. Việc bầu xã trưởng xong phải báo lên quan trên huyện, châu. Các quan trên sẽ kiểm tra lại, nếu ở đâu bầu sai người thì sẽ bị bãi miễn. Việc bầu xã trưởng thể hiện tính dân chủ đẳng cấp thời Hậu Lê.

## Chức năng, nhiệm vụ

### Thu thuế
Xem thêm: Nông nghiệp Đại Việt thời Lê Sơ
Chế độ ruộng đất thời Hậu Lê phức tạp, có nhiều loại thuộc quyền sử dụng khác nhau. Hằng năm xã trưởng có nhiệm vụ thu đủ số thóc thuế ở ruộng công thuộc phạm vi xã quản lý nộp vào kho của triều đình. Nếu xã trưởng không thu đủ theo kỳ hạn hoặc biển thủ sẽ bị xử tội lưu đày.
Những năm hạn hán, mất mùa, xã trưởng phải trình báo lên trên huyện, phủ để xin miễn giảm thuế cho dân. Nếu xã trưởng để thiếu số thu trong xã thì theo quy định, cả xã trưởng và người dân thiếu thuế phải truy thu: cứ mỗi suất người dân thiếu phải nộp 7 phần, xã trưởng nộp 3 phần. Các xã trưởng cố ý thu cao hơn quy định để tư túi mà bị phát hiện sẽ bị phạt và phải trả lại cho dân.

### Giữ an ninh trật tự
Xã trưởng có trách nhiệm về an ninh trong xã. Xung quanh làng cho trồng che gai để phòng trộm cướp. Các trai đinh trong làng được tổ chức thành từng đội với vũ trang thô sơ để thay nhau đi tuần phòng, dưới sự chỉ huy của Xã sử hoặc xã tư.
Dân làng xã hoặc xã bên cạnh nghe hiệu lệnh có trôm cướp phải đến hợp lực đánh cướp. Nếu dân làng hoặc xã bên cạnh trốn tránh không đến cứu thì phạt theo luật lệ. Với xã trưởng thiếu trách nhiệm cũng bị trị tội theo luật, chỉ trường hợp cướp quá mạnh thì không truy cứu.
Người có công đánh cướp được thưởng theo lệ làng, người bị thương được dân làng trích tiền chạy chữa; người bị chết được chôn cất chu đáo.
Tại các chùa, quán và nhà dân có sư, đạo sĩ hay người lạ đến trú ngụ trên 5 ngày phải khai báo với xã trưởng; nếu không khai báo sẽ bị biếm 1 tư; người trú ngụ quá 3 tháng mà xã trưởng che giấu thì bị tội biếm chức hoặc tội đồ. Đầy tớ nhà quyền thế cậy thế ăn hiếp dân lành mà xã trưởng bỏ qua không báo quan trên sẽ bị biếm 1 tư.
Tại đường làng ngõ xóm, đầu đường xó chợ có người đau ốm không ai thăm nuôi thì xã trưởng phải dựng lều cho họ ở và chăm sóc; chẳng may người óm bị chết thì phải chôn cất và trình báo lên trên. Nếu làm trái lệnh, xã trưởng sẽ bị bãi chức.

### Chọn lính
Xã trưởng phải chọn người đủ tiêu chuẩn sức khoẻ đăng lính và không thuộc diện các gia đình quá nghèo khó. Nếu thiên vị bỏ người hạng nhất, hạng nhì mà đưa người kém vào quân đội thì bị xử tội: đưa sai 1 người vào lính bị tội đồ làm khao đinh; đưa sai từ 2-5 người bị tội lưu đày, đưa sai 6-9 người thì bị thắt cổ.
Với người đào ngũ về làng, xã trưởng có trách nhiệm bắt lại đưa trở lại quân ngũ phục vụ cho hết kỳ hạn hoặc bắt người khác thế chỗ. Nếu xã trưởng làm hết chức phận mà tráng đinh vẫn không tuân thủ thì báo quan trên lấy pháp luật trị tội. Xã trưởng thấy có lính trốn mà không bắt thì bị biếm hoặc đi đày.

### Chọn thí sinh
Để đảm bảo đúng nhân tài có thực học tham gia kỳ thi Hương (kỳ đầu tiên trong 3 kỳ thi Hương, Hội và Đình), triều đình giao cho Xã trưởng có trách nhiệm làm giấy bảo lãnh cho số học trò trong xã đi thi. Sự bảo lãnh này gồm những mặt: đức hạnh, có học vấn. Những người bất hiếu, bất kính, cãi lộn với xóm làng, loạn luân, điêu toa... tuy có học vấn cũng không được đi thi. Ngoài ra còn có lệnh cấm nhà phường chèo, hát xướng, ngụy quan, phản nghịch thì bản thân và con cháu không được đi thi.
Triều đình quy định số thi sinh tối đa cho mỗi xã: đại xã cử 20 người, trung xã cử 15 người, tiểu xã cử 10 người. Nếu thí sinh khai man hoặc nhờ người thi hộ, Xã trưởng biết không khai báo thì cả hai cùng bị trị tội.

## Thời Lê trung hưng
Sang thời Lê trung hưng, sau nhiều năm loạn lạc, các chúa Trịnh có quan tâm củng cố chút ít bộ máy cấp xã, nhưng thực chất vẫn lỏng lẻo không quản lý được sát sao như thời Lê Sơ.
Sang niên hiệu Cảnh Trị thời Lê Huyền Tông (1663-1672), chúa Trịnh Tạc đề ra quy định khảo xét Xã trưởng 3 năm 1 lần; những ai có thành tích được thăng làm quan huyện.
Theo sách Lịch triều Hiến chương loại chí, sau khi Trịnh Cương mất (1729), chính sự thời Trịnh Giang suy đồi, phép khảo xét định kỳ đối với Xã trưởng cũng không thực hiện. Bộ máy cấp xã dần dần thêm lỏng lẻo, chức Xã trưởng cũng không được coi trọng nữa. Sang thời Lê Thuần Tông (1732 – 1735), Trịnh Giang để cho nhân dân địa phương hoàn toàn tự quyết việc lập Xã trưởng. Chính quyền càng ngày càng không quản lý nổi địa bàn cấp xã, thôn. Không lâu sau đó (1739), các cuộc khởi nghĩa nông dân Đàng Ngoài bùng nổ và lan rộng